# Giulio Maria della Somaglia
Giulio Maria della Somaglia (né le 29 juillet 1744 à Plaisance, dans l'actuelle Émilie-Romagne et mort le 2 avril 1830 à Rome) est un cardinal italien du XIXe siècle.

## Biographie
En 1788, Giulio Maria della Somaglia est nommé patriarche titulaire d'Antioche. Il devient membre de la Curie romaine. Le pape Pie VI le crée cardinal lors du consistoire du 1er juin 1795. Il va jouer un rôle important dans les négociations avec la France révolutionnaire.
Le cardinal Somaglia participe aux conclaves de 1799-1800, de 1823 (conclave lors duquel il est considéré comme papabile) et de 1829. À partir de 1800, Somaglia est préfet de la Congrégation des rites, puis secrétaire de la Congrégation de l'Inquisition à partir de 1814. En 1818, il devient vice-chancelier apostolique.
Avec sa nomination de cardinal-évêque d'Ostie en 1820, il devient doyen du Collège des cardinaux primus inter pares. De 1823 à 1828, il est cardinal secrétaire d'État de Léon XII. Pendant cette période, il aide à instaurer un régime autoritaire dans les États pontificaux. De 1827 jusqu'à sa mort il est aussi archiviste du Vatican. Il était à sa mort le dernier cardinal créé par Pie VI.

## Succession apostolique
Giulio Maria della Somaglia a ordonné les évêques suivants :
- Archevêque Vincenzo Maria Mossi (it) (1796)
- Évêque Girolamo Pavesi (1797)
- Évêque Raimondo Luigi Vecchietti (1797)
- Évêque Giuseppe Bolognese (1797)
- Évêque Salvatore de Luca (1797)
- Évêque Vincenzo Torrusio (1797)
- Archevêque Camillo Cattaneo della Volta (it) (1797)
- Évêque Paolo Garzilli (fi) (1797)
- Archevêque Michele Arcangelo Lupoli (it) (1797)
- Évêque Michele Natale (it) (1797)
- Archevêque Bernardo Maria Cenicola (it), O.F.M.Disc. (1797)
- Archevêque Annibale de Leo (it) (1798)
- Évêque Filippo Speranza (1798)
- Évêque Fabrizio Cimino, C.SS.R. (1798)
- Évêque Michele Palmieri (it) (1798)
- Évêque Florido Pierleoni, C.O. (1802)
- Évêque Giulio de' Rossi (it) (1804)
- Archevêque Vincenzo Calà (1805)
- Évêque Michele Sanseverino (1805)
- Évêque Bartolomeo Cesare (1805)
- Évêque Francesco Antonio Mondelli (it) (1805)
- Évêque Niccolò Laparelli (1805)
- Évêque Luca Amici (1815)
- Évêque Martino Leonardo Brandaglia (1815)
- Évêque Francesco Saverio Pereira (1815)
- Évêque Giuseppe Stanislao Gentili (1815)
- Évêque Nicola Serarcangeli (1817)
- Évêque Francesco Ridolfi (1817)
- Évêque Aloisio San Vitale (1817)
- Évêque Carlo Scribani Rossi (1817)
- Évêque Antonino Faà di Bruno (it) (1818)
- Évêque Federico Guarini, O.S.B. (1818)
- Évêque Girolamo Manieri (it) (1818)
- Archevêque Giovanni Antonio de Fulgure, C.M. (1818)
- Évêque Domenico Ricciardone (it) (1818)
- Évêque Nicola Antonio Montiglia (1818)
- Évêque Carlo Maria Lenzi (it), Sch.P. (1818)
- Évêque Francesco Saverio Domeniconi (1818)
- Évêque Pietro Balducci, C.M. (1818)
- Évêque Carlo Filesio Cittadini (1818)
- Évêque Stanislao Lucchesi (1818)
- Évêque Antonio Maria Borghi (1818)
- Évêque Antonio-Maria Casabianca (de) (1819)
- Évêque Gelasio Serao (1819)
- Évêque Leopoldo Corigliano (1819)
- Évêque Gaetano Barbaroli (1819)
- Cardinal Luigi Lambruschini, B. (1819)
- Cardinal Ignazio Nasalli-Ratti (1819)
- Évêque Pierre de Glory (1820)
- Évêque Carmelo Cordiviola (1820)
- Archevêque Giuseppe Vincenzo Airenti, O.P. (1820)
- Archevêque Vincenzo Massi (it) (1821)
- Évêque Modesto Farina (it) (1821)
- Évêque Adeodato Venturini, O.S.B.Cas. (it) (1821)
- Évêque Angiolo Maria Gilardoni (1821)
- Patriarche Antonio Luigi Piatti (de) (1821)
- Cardinal Alessandro Giustiniani (1822)
- Évêque Francesco Maria Coppola (it) (1822)
- Archevêque Faustino Zucchini (de) (1822)
- Cardinal Lorenzo Girolamo Mattei (1822)
- Cardinal Carlo Odescalchi, S.I. (1823)
- Archevêque Filippo Filonardi (it) (1823)
- Évêque Francesco Maria Zoppi (it) (1823)
- Évêque Pietro Maria d'Agostino (it) (1823)
- Évêque Giovanni Fortunato Paternò, C.R. (1823)
- Cardinal Giacinto Placido Zurla, O.S.B.Cam. (1824)
- Évêque Lodovico Loschi (1824)
- Évêque Andrea Maria Rispoli, C.SS.R. (1826)
- Archevêque Charles Joseph Benoît d'Argenteau (1826)
- Cardinal Emmanuele De Gregorio (1829)